# Bemberg (azienda)
La Bemberg S.p.A. è stata una azienda tessile sorta in Germania agli inizi del Novecento con il nome J. P. Bemberg AG che nel mondo, a partire dal 1911,  ha sempre avuto una posizione dominante nella produzione delle fibre cellulosiche con il metodo del cuproammonio, detto normalmente Rayon Cupro. La casa originale tedesca ha terminato l'attività con questo nome nel 1971, fondendosi con un'altra azienda per formare la Enka Glanzstoff AG.

## In Italia
L'insediamento produttivo in Italia, dal 1927 era situato a Gozzano, in provincia di Novara. Il prodotto principale è commercializzato con il marchio Bemberg Cupro e nasce dai linters (sottoprodotto del cotone) fatti disciogliere in ammoniaca e rame e successivamente filati. Da questo processo si ottiene un filo estremamente sottile: il tessuto che si produce ha un aspetto serico e viene di preferenza utilizzato come fodera in capi di pregio.
La produzione in origine, era molto inquinante, perché le acque di lavaggio contenevano una grande quantità di rame e di ammoniaca e confluivano nel Lago d'Orta che è un bacino con uno scarso ricambio delle acque. A quell'epoca il lago risultò molto inquinato, tanto che la fauna ittica risultò quasi del tutto scomparsa. Anche in epoche in cui, con il miglioramento del processo produttivo, fu quasi eliminato lo scarico di rame, quello accumulato sul fondo nel corso dei decenni di attività dello stabilimento, a contatto con scarichi ammoniacali, ridiventava nuovamente solubile e continuava a mantenere alto il livello di inquinamento.
La società Bemberg si è fatta vanto di aver ottenuto riconoscimenti
internazionali per l'impegno sostenuto per eliminare in radice il problema, con enorme miglioramento della situazione ambientale del Lago d'Orta.
Nonostante i successi ottenuti in diversi campi, la Bemberg si è trovata ad affrontare un difficilissimo mercato delle fibre ed è ricorsa all'istituto dell'amministrazione straordinaria senza successo. L'azienda è stata chiusa nel 2009, e il comune di Gozzano ha cercato una soluzione agli ingenti debiti e alle problematiche di bonifica e riutilizzo dell'area . Successivamente i terreni della società sono stati vinti all'asta da un privato, per un valore di 203.000 euro. Nella tarda mattinata di martedì 29 giugno 2021 lo stabile, ormai dismesso, è luogo di un piccolo incendio.